# Échecs Club Montpellier
L'Échecs Club Montpellier (E.C.M.) est un club d'échecs français basé à Montpellier, dans l'Hérault. Il fait partie des clubs de l'élite échiquéenne française.
Le club a remporté la Coupe de France d'échecs des clubs en 1989 et 1997. Il est finaliste en 2000 et 2007.

## Histoire
L'association est créée en 1978 par Jean-Claude Loubatière, qui va y marquer son empreinte.
Elle prend d'abord pour nom Club Anatoly Karpov. C'est en 1994 que le club devient le Montpellier Échecs.
Le club change ensuite d'orientation avec Sylviane Milliet, comme présidente (qui est par ailleurs la mère de Sophie Milliet). Le choix est fait de privilégier la formation, les jeunes et les féminines, au détriment de l'équipe évoluant en élite. La dernière participation du club en championnat de France d'échecs des clubs remonte à 2016-1017.

## Championnat de France des clubs (Top 12)

### Équipe première

#### Composition
L’équipe première est composée[Quand ?] notamment des GMI Alexandr Fier, Renier Vazquez Igarza, Aleksander Mista, Fabien Libiszewski, Nana Dzagnidze, Axel Smith, et Glenn Flear.

## Autres équipes
La première équipe jeune joue en « Nationale 1 », la deuxième division échiquéenne.

## Personnalités

### Actuellement au club
- Alexandr Fier, GMI
- Glenn Flear, GMI

### Anciens membres
- Jean-Claude Loubatière